# TBX6
TBX6 (англ. T-box 6) – білок, який кодується однойменним геном, розташованим у людей на короткому плечі 16-ї хромосоми. Довжина поліпептидного ланцюга білка становить 436 амінокислот, а молекулярна маса — 47 045.
| 10         |  | 20         |  | 30         |  | 40         |  | 50         |
| ---------- |  | ---------- |  | ---------- |  | ---------- |  | ---------- |
| MYHPRELYPS |  | LGAGYRLGPA |  | QPGADSSFPP |  | ALAEGYRYPE |  | LDTPKLDCFL |
| SGMEAAPRTL |  | AAHPPLPLLP |  | PAMGTEPAPS |  | APEALHSLPG |  | VSLSLENREL |
| WKEFSSVGTE |  | MIITKAGRRM |  | FPACRVSVTG |  | LDPEARYLFL |  | LDVIPVDGAR |
| YRWQGRRWEP |  | SGKAEPRLPD |  | RVYIHPDSPA |  | TGAHWMRQPV |  | SFHRVKLTNS |
| TLDPHGHLIL |  | HSMHKYQPRI |  | HLVRAAQLCS |  | QHWGGMASFR |  | FPETTFISVT |
| AYQNPQITQL |  | KIAANPFAKG |  | FRENGRNCKR |  | ERDARVKRKL |  | RGPEPAATEA |
| YGSGDTPGGP |  | CDSTLGGDIR |  | ESDPEQAPAP |  | GEATAAPAPL |  | CGGPSAEAYL |
| LHPAAFHGAP |  | SHLPTRSPSF |  | PEAPDSGRSA |  | PYSAAFLELP |  | HGSGGSGYPA |
| APPAVPFAPH |  | FLQGGPFPLP |  | YTAPGGYLDV |  | GSKPMY     |  |            |

A: Аланін

C: Цистеїн

D: Аспарагінова кислота

E: Глутамінова кислота

F: Фенілаланін

G: Гліцин

H: Гістидин

I: Ізолейцин

K: Лізин

L: Лейцин

M: Метіонін

N: Аспарагін

P: Пролін

Q: Глутамін

R: Аргінін

S: Серин

T: Треонін

V: Валін

W: Триптофан

Кодований геном білок за функцією належить до білків розвитку. 
Задіяний у таких біологічних процесах, як транскрипція, регуляція транскрипції, альтернативний сплайсинг. 
Білок має сайт для зв'язування з ДНК. 
Локалізований у ядрі.